# جويل جرانت
جويل فالنتينو جرانت (بالإنجليزية: Joel Valentino Grant)‏ هو لاعب كرة قدم جامايكي ، مواليد 27 أغسطس 1987م في إنجلترا ، يلعب بمركز الجناح والهجوم في نادي واتفورد الإنجليزي، ومثل منتخب جامايكا لكرة القدم في بطولة كوبا أمريكا 2015 التي أقيمت في تشيلي .

## مسيرته الكروية
لعب جويل جرانت خلال مسيرته الاحترافية مع 7 أندية في خمسة عشر موسمًا وسجل خلالها 64 هدفًا ضمن 388 مباراة. ولم يفز بأي موسم بالكأس أو بالدوري.
خاض جويل جرانت مسيرته مع نادي واتفورد في موسم 2005–06 لمدة موسم واحد، مشاركًا في 7 مباريات ولم يسجل أي هدف. ثم انتقل إلى نادي ألدرشوت تاون في موسم 2006–07 ولمدة موسمين، حيث شارك في 44 مباراة سجل خلالها 6 أهداف. لينتقل بعدها إلى نادي كرو ألكساندرا في موسم 2008–09 واستمر معه طيلة ثلاثة مواسم، مشاركًا في 96 مباراة سجل خلالها 16 هدفًا. ثم انتقل إلى ويكمب وندررز في موسم 2011–12 ولمدة موسمين، مشاركًا في 71 مباراة سجل خلالها 14 هدفًا. هذا وانتقل لاحقًا إلى نادي يوفل تاون في موسم 2013–14 ولمدة موسمين، مشاركًا في 55 مباراة سجل خلالها 6 أهداف. ثم انتقل بعدها إلى نادي إكزتر سيتي في موسم 2015–16 ولمدة موسمين، مشاركًا في 46 مباراة سجل خلالها 8 أهداف. ليعود وينتقل من جديد، لكن هذه المرة إلى نادي بليموث أرجايل في موسم 2017–18 واستمر معه طيلة ثلاثة مواسم، مشاركًا في 69 مباراة سجل خلالها 14 هدفًا.

## روابط خارجية
- جويل جرانت على موقع قاعدة بيانات كرة القدم.إي يو (الإنجليزية)
- جويل جرانت على موقع ناشيونال فوتبول تيمز (الإنجليزية)
- جويل جرانت على موقع Soccerbase.com (لاعب) (الإنجليزية)
- جويل جرانت على موقع Soccerway.com (الإنجليزية)
- جويل جرانت على موقع AS.com (الإسبانية)